# Nguyễn Chấn (chuẩn tướng)
Nguyễn Chấn (sinh 1931), nguyên là một tướng lĩnh trong ngành Công binh của Quân lực Việt Nam Cộng hòa, cấp bậc Chuẩn tướng. Ông xuất thân từ khóa Sĩ quan Trừ bị đầu tiên và duy nhất được mở ra ở Bắc phần Việt Nam. Hầu hết thời gian tại ngũ, ông đã phục vụ cho ngành chuyên môn của mình và tuần tự từ chức vụ nhỏ nhất là Trung đội trưởng cho đến chức vụ cao nhất của ngành Công binh.

## Tiểu sử & Binh nghiệp
Ông sinh vào tháng 3 năm 1931 trong một gia đình trung lưu khá giả tại tỉnh Kiến An, miền Bắc Việt Nam. Thiếu thời ông học Tiểu học tại Kiến An, khi lên Trung học, ông được gia đình cho ra học ở Hải Phòng. Năm 1950, ông tốt nghiệp Trung học chương trình Pháp với văn bằng Thành chung.

### Quân đội Liên hiệp Pháp
Tháng 9 năm 1951, thi hành lệnh động viên, ông nhập ngũ vào Quân đội Liên hiệp Pháp, mang số quân: 51/200.489. Theo học khóa Lê Lợi tại trường Sĩ quan Trừ bị Nam Định, khai giảng ngày 1 tháng 10 năm 1951. Ngày 1 tháng 6 năm 1952, mãn khóa tốt nghiệp với cấp bậc Thiếu úy.

### Quân đội Quốc gia Việt Nam
Ra trường, ông được chuyển sang Quân đội Quốc gia, phục vụ trong Đại đội Công binh với chức vụ Trung đội trưởng. Năm 1954, sau một năm ngành Công binh được nâng lên cấp Tiểu đoàn, ông được thăng cấp Trung úy và được cử làm Đại đội trưởng Đại đội Công binh Kiến tạo.

### Quân đội Việt Nam Cộng hòa
Tháng 11 năm 1955, ông được chuyển sang phục vụ Quân đội Việt Nam Cộng hòa. Vào thời điểm này ngành Công binh thành lập Bộ chỉ huy độc lập, ông được giữ chức vụ Tiểu đoàn phó Tiểu đoàn Công binh Chiến đấu. Đến năm 1958, ông được thăng cấp Đại uý và được cử làm Tiểu đoàn trưởng.
Cuối năm 1963, sau cuộc đảo chính Chính quyền Tổng thống Ngô Đình Diệm vào ngày 1 tháng 11. Ngày 2 tháng 11 ông được đặc cách thăng cấp Thiếu tá và giữ chức vụ Liên đoàn trưởng Liên đoàn Công binh, trách nhiệm của Liên đoàn là yểm trợ cho một Vùng chiến thuật.
Đầu năm 1964, sau cuộc Chỉnh lý nội bộ các tướng lãnh trong Hội đồng Quân nhân Cách mạng vào cuối tháng Giêng để lên nắm quyền lãnh đạo của tướng Nguyễn Khánh. Đầu tháng 3, ngành Công binh được tổ chức lại cơ cấu và nâng thành Cục Công binh trực thuộc Tổng cục Tiếp vận, ông được cử giữ chức vụ Tham mưu trưởng trong Bộ chỉ huy Cục Công binh. Ngày Quân lực 19 tháng 6 năm 1965, ông được thăng cấp Trung tá, được cử giữ chức vụ Chỉ huy phó Cục Công binh. Đầu năm 1966, ông được cử đi du học 16 tuần tại Hoa Kỳ, khóa Chỉ huy Tham mưu cao cấp tại Học viện Quân sự Fort Leavenworth, Kansas.
Ngày Quốc khánh Đệ nhị Cộng hòa 1 tháng 11 năm 1967, ông được thăng cấp Đại tá và được bổ nhiệm chức vụ Cục trưởng Cục Công binh thay thế Chuẩn tướng Phạm Đăng Lân được xét cho giải ngũ. Ngày Quân lực 19 tháng 6 năm 1968, ông được thăng cấp Chuẩn tướng nhiệm chức.
Tháng 7 năm 1973, ông được lệnh bàn giao chức vụ Cục trưởng Cục Công binh lại cho Chuẩn tướng Nguyễn Văn Chức, để chuyển về phục vụ tại Bộ Tổng Tham mưu. Đầu năm 1974, ông được biệt phái qua Bộ Canh nông với chức vụ Phụ tá đặc biệt cho Tổng trưởng (ngang cấp Thứ trưởng).

## 1975
Ngày 30 tháng 4, ông cùng gia đình di tản khỏi Việt Nam. Sau đó sang định cư tại Toronto, Canada.